# خوسيه رامون رومو
خوسيه رامون رومو (بالإسبانية: José Ramón González Romo)‏ (12 أكتوبر 1963 بإشبيلية في إسبانيا - ) هو لاعب كرة قدم إسباني في مركز الوسط. شارك مع منتخب إسبانيا تحت 18 سنة لكرة القدم ومنتخب إسبانيا تحت 20 سنة لكرة القدم. أما مع النوادي، فقد لعب مع ريال بيتيس وريكرياتيفو ونادي قادش.

## وصلات خارجية
- خوسيه رامون رومو على موقع الاتحاد الدولي (مؤرشف)  (الإنجليزية)
- خوسيه رامون رومو على موقع قاعدة بيانات كرة القدم.إي يو (الإنجليزية)